# Hydronebrius cordaticollis
Hydronebrius cordaticollis là một loài bọ cánh cứng trong họ Bọ nước. Loài này được Reitter miêu tả khoa học năm 1896.